# مبدأ الاستمرارية الجانبية

تمثيل تخطيطي لمبدأ الاستمرارية الجانبية.

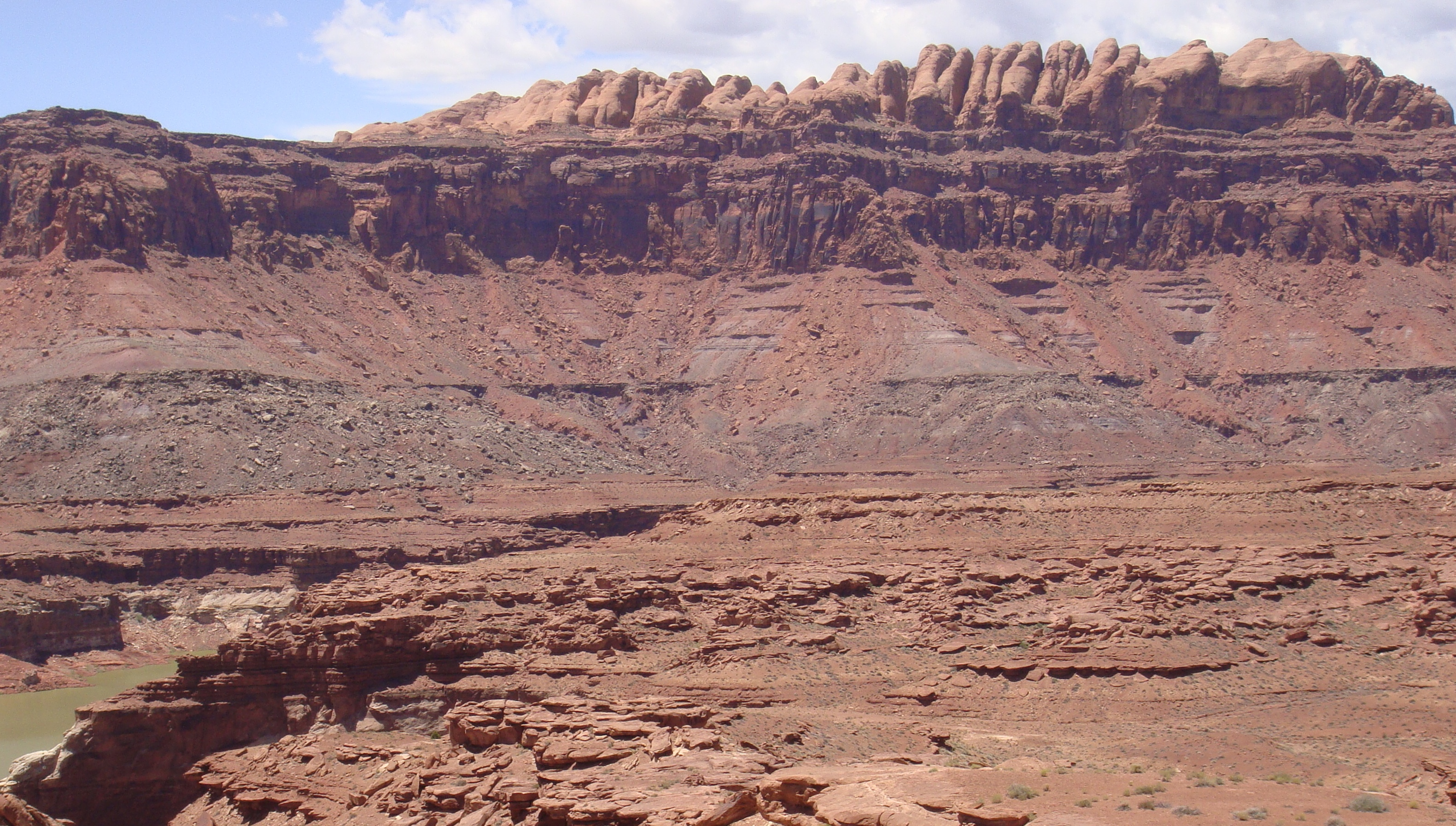
طبقات العصر البرمي في العصر الجوراسي لمنطقة هضبة كولورادو بجنوب شرق ولاية يوتا التي تشكل جزءًا كبيرًا من التكوينات الصخرية الشهيرة البارزة في المناطق المحمية على نطاق واسع مثل حديقة كابيتول ريف الوطنية وحديقة كانيونلاندز الوطنية. من أعلى إلى أسفل: قباب حمراء مدورة من حجر نافاجو الرملي، وطبقات تشكلات كاينتا الحمراء، ثم حجر وينجات الرملي الأحمر المكون للأجراف والمتصل عموديًا، وتشكلات تشينل الأرجوانية المكونة للحواف، وطبقات تشكلات مونكوبي ذات اللون الأحمر الباهت، وطبقات الحجر الرملي من تشكلات كاتلر البيضاء. صورة من منطقة الاستجمام الوطنية غلين كانيون، بولاية يوتا.

ينص مبدأ الاستمرارية الجانبية على أن الطبقات الرسوبية تمتد جانبيًا أولاً في جميع الجهات؛ وبعبارة أخرى، مستمرة جانبيًا. ونتيجة لذلك، فإن الصخور المتشابهة ولكنها الآن مفصولة فيما بينها بـ واد أو غيره من خصائص التعرية، من الممكن افتراض أنها في الأصل مستمرة.

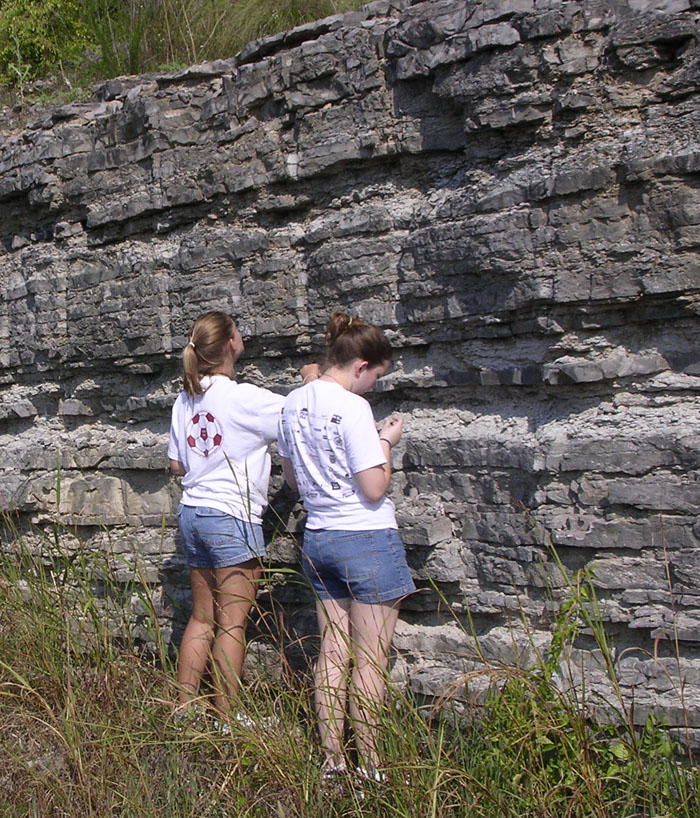
مقطع طبقات من صخور العصر الأردوفيسي في وسط ولاية تينيسي، بالولايات المتحدة. تكونت الرواسب التي تشكل هذه الصخور في أحد المحيطات وتوضعت في طبقات أفقية.

ولا تمتد طبقات الرواسب إلى ما لا نهاية؛ بل من الممكن التعرف على الحدود التي تتحكم بها كمية الرواسب المتاحة ونوعها، وحجم الحوض الرسوبي وشكله. وإذا انتقلت الرواسب إلى منطقة ما، فإنها في النهاية تتوضع. ومع ذلك، فكلما قلت نسبة المادة من المصدر، أصبحت طبقة هذه المادة أنحف.
وفي كثير من الأحيان، لا يكون من الممكن نقل المواد ذات الحبيبات الخشنة إلى منطقة أخرى لأن وسيلة النقل لا تمتلك الطاقة الكافية لحملها إلى هذا الموقع. وفي مكانها، فإن الجزيئات التي تستقر من وسيلة النقل تكون أكثر دقة وأصغر، كما سيكون هناك انتقال جانبي من الحبيبات الخشنة إلى الناعمة الدقيقة. ويعرف التباين الجانبي في الرواسب داخل الطبقات باسم السحنة الرسوبية.
وإذا كانت المواد الرسوبية متوفرة بما يكفي، فإنها تتموضع حتى حدود الحوض الرسوبي. وغالبًا، ما يكون الحوض الرسوبي في الصخور التي تختلف اختلافًا كبيرًا من الرواسب التي تتوضع. وفي هذه الحالات، سوف تتميز الحدود الجانبية للطبقة الرسوبية بالتغير المفاجئ في نوع الصخور.